# Damian Kulash
Damian Joseph Kulash (Washington, 7 ottobre 1975) è un cantante e musicista statunitense.
È conosciuto per essere il frontman del gruppo indie rock OK Go. Inoltre è anche regista di videoclip